# 薬剤学
薬剤学（やくざいがく、英語：pharmaceutics）とは薬物治療に資するために、未加工の原薬を加工し利用するための、より効果的な方法について研究する薬学の一分野である。

## 概要
単なる物質である薬物を、薬剤としての形（剤形）として設計、製造、輸送、保存、調剤、投与し患者の体内の標的部位に到達するまでの各過程について取り扱う。
患者に投与した薬物が治療効果を表すためには、患者の体内における標的部位に、一定範囲内の濃度で、一定の時間、投与した薬物そのものまたは薬物に由来する有益な薬理活性を持つ物質（ここでは薬理活性物質とする）が存在する必要がある。しかし、臨床上、薬理活性物質を標的部位に直接注入することは、通常、現実的ではない。なんらかの最適な方法により、間接的に薬物を患者の体内に取り込ませ、体の生理機能に依存して、薬理活性物質を、期待する標的部位に到達させることで、薬物治療を実行する。
また、投与した薬物そのものまたは薬物に由来する物質が有害な作用を発揮する場合、その作用の強さは一般に有害な作用の標的部位における濃度に依存する。したがって最適な薬物治療のためには、患者のQOLと医療としての利便性や経済性を考慮しつつ、個々の薬物について、個々の患者の各標的部位における薬理活性物質の濃度（と時間による変化）を予測し、適切に制御できるようにする必要性が生じる。これを満たすための手段、方法について研究する学問が薬剤学である。

## 薬剤学の諸分野
薬剤学はその対象により製剤学、物理薬剤学（製剤学のための物理化学的な基礎であり、製剤学の一分野とされることもある）、生物薬剤学（薬物動態学を含む）、調剤学に大別される。しかし、実務に密接に関連している事項を含み、また、日本における研究者が少ないためか、分野としての呼称が確立しておらず、同義語が多く、混乱がみられることもある。「臨床」が語頭に付くこともよくある。
薬物が患者に投与された後、その薬物とそれに由来する物質の体内の各部における濃度と時間による変化そして、体外への排出経路、排出量と時間による変化をとくに薬物体内動態、単に体内動態、または薬物動態と呼ぶ。薬物の体内動態の記述、説明、予測、制御について研究する薬剤学の一分野が薬物体内動態学または薬物動態学である。
体内動態を一般的なモデルで説明して、それを予測する上で、特に重要とされているものが、体の生理機能と薬物が起こす4つの現象であり、摂取した薬物が、体内へ入る現象（吸収：absorption）、薬物が体内の各組織に移行する現象（分布：distribution）、代謝酵素によって、薬物が別の物質（通常は生理活性を持たないと仮定される）に変換される現象（代謝：metabolism）、尿などを介して体外に放出される現象（排泄：excretion）である。これらの頭文字をとり、4つの現象をADMEと総称することがある。
生物薬剤学
薬剤を生物的な側面から研究する薬剤学の一分野という意味であるが、薬物動態学とほぼ同じものを指すか、それを内包する。
物理薬剤学
薬剤を物理化学的な側面から研究する薬剤学の一分野である。薬剤の品質の向上、維持、または適切な体内動態を示すような薬剤の設計、製造に寄与する物理化学的な知識を扱う。
製剤学
薬剤を製造する方法を研究する薬剤学の一分野であるが、薬学の教育科目として捉えるなら、主として日本薬局方の製剤総則の規定の理解が実質的な内容となっている。しかし、薬剤の製造を行う上で、重要な分野である。
調剤学
薬剤師の実務について研究する薬剤学の一分野である。薬剤の取り扱いや保存だけでなく、処方箋の理解と監査、薬剤についての情報の取り扱い、患者への服薬指導を含む。臨床調剤学、臨床薬剤学と呼ぶこともある。